# Prosopocera lactea
Prosopocera lactea là một loài bọ cánh cứng trong họ Cerambycidae.